# Ifakara Health Institute
El Ikakara Health Institute (IHI) (en español: Instituto de Salud de Ifakara) es una organización de investigación sanitaria con oficinas en Ifakara, Dar es Salaam, Ikwiriri, Bagamoyo y Mtwara en Tanzania. El instituto lleva a cabo investigaciones relacionadas con la salud en diversas áreas, como la malaria y el VIH/SIDA.

## Historia
En Ifakara se creó el Swiss Tropical and Public Health Institute en 1956 por Rudolf Geigy (1902-1905), biólogo suizo y profesor de embriología Archivado el 1 de octubre de 2022 en Wayback Machine. y genética en la Universidad de Basilea. De 1981 a 1984, fue dirigido por Marcel Tanner. Fue rebautizado como Ifakara Centre en 1991, Ifakara Health Research and Development Centre en 1996 y, finalmente Ikakara Health Institute en 2008.
En 2008 fue galardonado con el Premio Príncipe de Asturias de Cooperación Internacional junto a The Malaria Research and Training Center, Kintampo Health Research Centre y el Centro de Investigação em Saúde de Manhiça por el trabajo de los cuatro centros «para romper la relación entre la enfermedad (la malaria) y la pobreza» e «impulsar la investigación, lograr una vacuna eficaz y contribuir a la mejora asistencial en los países en los que trabajan».